# Piwo (film 1985)
Piwo (ang. Beer) – amerykański film komediowy z 1985 roku w reżyserii Patricka Kelly'ego, ukazujący w krzywym zwierciadle świat reklamy telewizyjnej.

## Obsada
- Loretta Swit:  B. D. Tucker
- Rip Torn: Buzz Beckerman
- Kenneth Mars: A. J. Norbecker
- David Alan Grier: Elliott Morrison
- William Russ: Merle Draggett
- Saul Stein: Frankie Falcone
- Peter Michael Goetz: Harley Feemer
- David Wohl: Stanley Dickler
- Dick Shawn: gospodarz Talk Show
- Renn Woods: Mary Morrison
- Alan C. Peterson: Dieb
- Amy Wright: Stacey